# Église Saint-Martin de Restigné
L'église Saint-Martin est une église catholique située à Restigné, en France.

## Localisation
L'église est située dans le département français d'Indre-et-Loire, sur la commune de Restigné.

## Historique
L'édifice est classé au titre des monuments historiques en 1908.